# Temporada da ProB de 2018–19
A Temporada da ProB de 2018–19 foi a 12.ª edição da competição de terciária do basquetebol masculino da Alemanha segundo sua piramide estrutural. É organizada pela 2.Bundesliga GmbH sob as normas da FIBA e é dividida em ProB Sul e ProB Norte.

## Clubes Participantes
| ProB                       | ProB              | ProB                     | ProB         |
| Grupo Norte                | Grupo Norte       | Grupo Sul                | Grupo Sul    |
| Clube                      | Localização       | Clube                    | Localização  |
| -------------------------- | ----------------- | ------------------------ | ------------ |
| Baskets Akademie Weser     | Oldemburgo        | Giants Leverkusen        | Leverkusen   |
| BSW Sixers                 | Anhalt-Bitterfeld | BBC Coburg               | Coburgo      |
| Dresden Titans             | Dresda            | Depant Gieẞen 46ers II   | Gieẞen       |
| EN Baskets Schwelm         | Schwelm           | Dragons Rhöndorf         | Bad Honnef   |
| ETB SW Essen               | Essen             | XXL Baskets Erfurt       | Erfurt       |
| Iserlohn Kangaroos         | Iserlohn          | FC Bayern München II     | Munique      |
| Itzehoe Eagles             | Itzehoe           | Fraport Skyliners Junior | Francoforte  |
| Lok Bernau                 | Bernau bei Berlin | Orange Academy           | Ulm          |
| MTV Herzöge Wolfenbüttel   | Volfembutel       | RheinStars Köln          | Colônia      |
| SC Rist Wedel              | Wedel             | Scanplus Baskets         | Elchingen    |
| VfL SparkassenStars Bochum | Bochum            | TG s.Oliver Würzburg     | Wurtzburgo   |
| WWU Baskets Münster        | Münster           | wiha Schwenningen        | Schwenningen |

## Formato
A competição é disputada por 24 equipes divididas em dois torneios distintos de temporada regular, Sul e Norte, onde as equipes se enfrentam com jogos sendo mandante e visitante, determinando ao término desta as colocações do primeiro ao último colocados. Prevê-se a promoção à 2.Bundesliga ProA aos dois finalistas dos playoffs.

## Temporada Regular

### Tabela de Classificação

#### Norte
| Pos. | Clube                      | J  | V  | D  | Pts. | PF   | PC   | Dif. | Classificação |
| ---- | -------------------------- | -- | -- | -- | ---- | ---- | ---- | ---- | ------------- |
| 1    | WWU Baskets Münster        | 22 | 16 | 6  | 32   | 1722 | 1624 | 98   | Playoffs      |
| 2    | Lok Bernau                 | 22 | 15 | 7  | 30   | 1856 | 1628 | 228  | Playoffs      |
| 3    | SC Rist Wedel              | 22 | 15 | 7  | 30   | 1736 | 1710 | 26   | Playoffs      |
| 4    | Baskets Akademie Weser     | 22 | 12 | 10 | 24   | 1742 | 1693 | 49   | Playoffs      |
| 5    | Iserlohn Kangaroos         | 22 | 12 | 10 | 24   | 1737 | 1755 | -18  | Playoffs      |
| 6    | VfL SparkassenStars Bochum | 22 | 11 | 11 | 22   | 1671 | 1723 | -52  | Playoffs      |
| 7    | Itzehoe Eagles             | 22 | 11 | 11 | 22   | 1699 | 1688 | 11   | Playoffs      |
| 8    | EN Baskets Schwelm         | 22 | 11 | 11 | 22   | 1724 | 1705 | 19   | Playoffs      |
| 9    | BSW Sixers                 | 22 | 11 | 11 | 22   | 1679 | 1630 | 49   |               |
| 10   | Dresden Titans             | 22 | 9  | 13 | 18   | 1546 | 1612 | -66  |               |
| 11   | MTV Herzöge Wolfenbüttel   | 22 | 6  | 16 | 12   | 1543 | 1710 | -167 |               |
| 12   | ETB SW Essen               | 22 | 3  | 19 | 6    | 1565 | 1742 | -177 |               |

#### Sul
| Pos. | Clube                    | J  | V  | D  | Pts. | PF   | PC   | Dif. | Classificação |
| ---- | ------------------------ | -- | -- | -- | ---- | ---- | ---- | ---- | ------------- |
| 1    | Bayer Giants Leverkusen  | 22 | 21 | 1  | 42   | 1899 | 1568 | 331  | Playoffs      |
| 2    | Depant Gieẞen 46ers II   | 22 | 14 | 8  | 28   | 1798 | 1704 | 94   | Playoffs      |
| 3    | Fraport Skyliners Junior | 22 | 13 | 9  | 26   | 1579 | 1568 | 11   | Playoffs      |
| 4    | FC Bayern München II     | 22 | 12 | 10 | 24   | 1657 | 1622 | 35   | Playoffs      |
| 5    | Scanplus Baskets         | 22 | 12 | 10 | 24   | 1709 | 1624 | 85   | Playoffs      |
| 6    | wiha Schwenningen        | 22 | 12 | 10 | 24   | 1598 | 1587 | 11   | Playoffs      |
| 7    | Orange Academy           | 22 | 11 | 11 | 22   | 1588 | 1560 | 28   | Playoffs      |
| 8    | Basketball Löwen         | 22 | 10 | 12 | 20   | 1626 | 1727 | -101 | Playoffs      |
| 9    | BBC Coburg               | 22 | 9  | 13 | 18   | 1617 | 1691 | -74  |               |
| 10   | TG s.Oliver Würzburg     | 22 | 8  | 14 | 15   | 1532 | 1587 | -55  |               |
| 11   | Dragons Rhöndorf         | 22 | 5  | 17 | 10   | 1632 | 1794 | -162 |               |
| 12   | RheinStars Köln          | 22 | 5  | 17 | 10   | 1601 | 1804 | -203 |               |

## Playoffs
|  | Oitavas de final           | Oitavas de final        |     |                         | Quartas de final | Quartas de final |  |                         | Semifinais | Semifinais |  |                     | Final | Final |
|  |                            |                         |     |                         |                  |                  |  |                         |            |            |  |                     |       |       |
|  | WWU Baskets Münster        | 2                       |     |                         |                  |                  |  |                         |            |            |  |                     |       |       |
|  | Basketball Löwen           | 0                       |     |                         |                  |                  |  |                         |            |            |  |                     |       |       |
|  | Basketball Löwen           | 0                       |     | WWU Baskets Münster     | 2                |                  |  |                         |            |            |  |                     |       |       |
|  |                            |                         |     | WWU Baskets Münster     | 2                |                  |  |                         |            |            |  |                     |       |       |
|  |                            | FC Bayern München II    | 0   |                         |                  |                  |  |                         |            |            |  |                     |       |       |
|  | FC Bayern München II       | FC Bayern München II    | 0   | 2                       |                  |                  |  |                         |            |            |  |                     |       |       |
|  | FC Bayern München II       |                         |     | 2                       |                  |                  |  |                         |            |            |  |                     |       |       |
|  | Iserlohn Kangaroos         | 1                       |     |                         |                  |                  |  |                         |            |            |  |                     |       |       |
|  | Iserlohn Kangaroos         | 1                       |     |                         |                  |                  |  | WWU Baskets Münster     | 2          |            |  |                     |       |       |
|  |                            |                         |     |                         |                  |                  |  | WWU Baskets Münster     | 2          |            |  |                     |       |       |
|  |                            | wiha Schwenningen       | 1   |                         |                  |                  |  |                         |            |            |  |                     |       |       |
|  | Depant Gieẞen 46ers II     | wiha Schwenningen       | 1   | 2                       |                  |                  |  |                         |            |            |  |                     |       |       |
|  | Depant Gieẞen 46ers II     |                         |     | 2                       |                  |                  |  |                         |            |            |  |                     |       |       |
|  | Itzehoe Eagles             | 1                       |     |                         |                  |                  |  |                         |            |            |  |                     |       |       |
|  | Itzehoe Eagles             | 1                       |     | Depant Gieẞen 46ers II  | 1                |                  |  |                         |            |            |  |                     |       |       |
|  |                            |                         |     | Depant Gieẞen 46ers II  | 1                |                  |  |                         |            |            |  |                     |       |       |
|  |                            | wiha Schwenningen       | 2   |                         |                  |                  |  |                         |            |            |  |                     |       |       |
|  | SC Rist Wedel              | wiha Schwenningen       | 2   | 1                       |                  |                  |  |                         |            |            |  |                     |       |       |
|  | SC Rist Wedel              |                         |     | 1                       |                  |                  |  |                         |            |            |  |                     |       |       |
|  | wiha Schwenningen          | 2                       |     |                         |                  |                  |  |                         |            |            |  |                     |       |       |
|  | wiha Schwenningen          | 2                       |     |                         |                  |                  |  |                         |            |            |  | WWU Baskets Münster | 146   |       |
|  |                            |                         |     |                         |                  |                  |  |                         |            |            |  | WWU Baskets Münster | 146   |       |
|  |                            | Bayer Giants Leverkusen | 177 |                         |                  |                  |  |                         |            |            |  |                     |       |       |
|  | Bayer Giants Leverkusen    | Bayer Giants Leverkusen | 177 | 2                       |                  |                  |  |                         |            |            |  |                     |       |       |
|  | Bayer Giants Leverkusen    |                         |     | 2                       |                  |                  |  |                         |            |            |  |                     |       |       |
|  | EN Baskets Schwelmer       | 0                       |     |                         |                  |                  |  |                         |            |            |  |                     |       |       |
|  | EN Baskets Schwelmer       | 0                       |     | Bayer Giants Leverkusen | 2                |                  |  |                         |            |            |  |                     |       |       |
|  |                            |                         |     | Bayer Giants Leverkusen | 2                |                  |  |                         |            |            |  |                     |       |       |
|  |                            | Baskets Akademie Weser  | 1   |                         |                  |                  |  |                         |            |            |  |                     |       |       |
|  | Baskets Akademie Weser     | Baskets Akademie Weser  | 1   | 1                       |                  |                  |  |                         |            |            |  |                     |       |       |
|  | Baskets Akademie Weser     |                         |     | 1                       |                  |                  |  |                         |            |            |  |                     |       |       |
|  | Scanplus Baskets           | 1                       |     |                         |                  |                  |  |                         |            |            |  |                     |       |       |
|  | Scanplus Baskets           | 1                       |     |                         |                  |                  |  | Bayer Giants Leverkusen | 2          |            |  |                     |       |       |
|  |                            |                         |     |                         |                  |                  |  | Bayer Giants Leverkusen | 2          |            |  |                     |       |       |
|  |                            | Lok Bernau              | 0   |                         |                  |                  |  |                         |            |            |  |                     |       |       |
|  | Lok Bernau                 | Lok Bernau              | 0   | 2                       |                  |                  |  |                         |            |            |  |                     |       |       |
|  | Lok Bernau                 |                         |     | 2                       |                  |                  |  |                         |            |            |  |                     |       |       |
|  | Orange Academy             | 1                       |     |                         |                  |                  |  |                         |            |            |  |                     |       |       |
|  | Orange Academy             | 1                       |     | Lok Bernau              | 2                |                  |  |                         |            |            |  |                     |       |       |
|  |                            |                         |     | Lok Bernau              | 2                |                  |  |                         |            |            |  |                     |       |       |
|  |                            | Fraport Skyliners II    | 0   |                         |                  |                  |  |                         |            |            |  |                     |       |       |
|  | Fraport Skyliners II       | Fraport Skyliners II    | 0   | 2                       |                  |                  |  |                         |            |            |  |                     |       |       |
|  | Fraport Skyliners II       |                         |     | 2                       |                  |                  |  |                         |            |            |  |                     |       |       |
|  | VfL SparkassenStars Bochum | 0                       |     |                         |                  |                  |  |                         |            |            |  |                     |       |       |

## Playdown

### Norte
| Pos. | Clube                    | J  | V  | D  | Pts. | PF   | PC   | Dif. | Classificação                 |
| ---- | ------------------------ | -- | -- | -- | ---- | ---- | ---- | ---- | ----------------------------- |
| 1    | BSW Sixers               | 28 | 15 | 13 | 30   | 2028 | 1935 | 93   | Permanência                   |
| 2    | Dresden Titans           | 28 | 12 | 16 | 24   | 1879 | 1935 | -56  | Permanência                   |
| 3    | MTV Herzöge Wolfenbüttel | 28 | 11 | 17 | 22   | 1915 | 2016 | -101 | Rebaixado para a Regionalliga |
| 4    | ETB SW Essen             | 28 | 3  | 25 | 0    | 1565 | 1862 | -297 | Rebaixado para a Regionalliga |

### Sul
| Pos. | Clube                | J  | V  | D  | Pts. | PF   | PC   | Dif. | Classificação                 |
| ---- | -------------------- | -- | -- | -- | ---- | ---- | ---- | ---- | ----------------------------- |
| 1    | BBC Coburg           | 28 | 13 | 15 | 26   | 2113 | 2171 | -58  | Permanência                   |
| 2    | TG s.Oliver Würzburg | 28 | 11 | 17 | 21   | 2014 | 2043 | -29  | Permanência                   |
| 3    | Dragons Rhöndorf     | 28 | 9  | 19 | 18   | 2145 | 2288 | -143 | Rebaixado para a Regionalliga |
| 4    | RheinStars Köln      | 28 | 6  | 22 | 12   | 2031 | 2295 | -264 | Rebaixado para a Regionalliga |

## Promoção e rebaixamento

### Promovidos para aPro A
- Finalistas da competição:
  - Bayer Giants Leverkusen
  - WWU Baskets Münster

### Rebaixados pósPlaydowns
- MTV Herzöge Wolfenbüttel
- ETB SW Essen
- Dragons Rhöndorf
- RheinStars Köln

## Artigos relacionados
- Bundesliga
- 2.Bundesliga ProA
- Regionalliga
- Seleção Alemã de Basquetebol